# Cupa Orașelor Târguri 1955-1958
Cupa Orașelor Târguri 1955–58 a fost prima ediție a Cupei Orașelor Târguri. Competiția a fost câștigată de selecționata orașului Barcelona, care a învins în finală selecționata orașului Londra. Ulterior, dat fiind faptul că echipa câștigătoare era alcătuită exclusiv din jucători ai clubului FC Barcelona, rezultatele și trofeul au fost atribuite clubului.

## Istoric
Ideea unei competiții la care să participe selecționate ale unor orașe ce găzduiesc târguri de produse industriale s-a născut la data de 18 aprilie 1955, în timpul unui turneu de fotbal disputat în orășelul Rheinfelden, lângă Basel. Părintele competiției este elvețianul Ernst Tommen, vicepreședinte al FIFA la mijlocul anilor '50. Acesta, împreună cu englezul Stanley Rose și italianul Ottorino Barassi au format comitetul de organizare al turneului denumit Cupa Orașelor Târguri. La turneu ar fi trebuit să participe selecționate din orașele în care aveau loc astfel de târguri. Implementarea deplină a acestei idei a eșuat însă încă de la prima ediție, alături de echipele orașelor, participând și cluburi.
La această primă ediție s-au înscris 12 echipe reprezentând orașele Barcelona, Basel, Birmingham, Copenhaga, Frankfurt pe Main, Viena, Köln, Lausanne, Leipzig, Londra, Milano și Zagreb. Echipele au fost împărțite în patru grupe de câte trei echipe și fiecare echipă juca cu ambele adversare din grupă, acasă și în deplasare. Câștigătoarele grupelor se calificau în semifinale. Finala se disputa tur-retur iar câștigătoarea se desemna în urma diferenței de goluri. Cu toate acestea, programul inițial a fost perturbat din cauza retragerii echipelor din Viena și Köln. În prima și a treia grupă rămânând doar două participante.

## Faza grupelor

### Grupa A

#### Meciuri disputate
| FC Barcelona                                               | 6 – 2   | Stævnet           |
| ---------------------------------------------------------- | ------- | ----------------- |
| Areta II 8', 10' Tejada 30', 80' Villaverde 40' Kubala 59' | Detalii | Lundberg 65', 75' |

| Stævnet      | 1 – 1   | FC Barcelona   |
| ------------ | ------- | -------------- |
| Lundberg 61' | Detalii | Villaverde 85' |

#### Clasament
| Echipa              | M | C | E | Î | GM | GP | D  | Pct |
| ------------------- | - | - | - | - | -- | -- | -- | --- |
| FC Barcelona        | 2 | 1 | 1 | 0 | 7  | 3  | +4 | 3   |
| Stævnet             | 2 | 0 | 1 | 1 | 3  | 7  | −4 | 1   |
| Selecționata Viena1 | - | - | - | - | -  | -  | -  | -   |

1 Selecționata orașului Viena s-a retras din competiție.

### Grupa B

#### Meciuri disputate
| FC Internazionale Milano Spa | 0 – 0   | Birmingham City FC |
| ---------------------------- | ------- | ------------------ |
|                              | Detalii |                    |

| Selecționata Zagreb | 0 – 1   | Birmingham City FC |
| ------------------- | ------- | ------------------ |
|                     | Detalii | Brown 8'           |

| Selecționata Zagreb | 0 – 1   | FC Internazionale Milano Spa |
| ------------------- | ------- | ---------------------------- |
|                     | Detalii | Campagnoli 74'               |

| Birmingham City FC             | 3 – 0   | Selecționata Zagreb |
| ------------------------------ | ------- | ------------------- |
| Orritt 3' Brown 60' Murphy 67' | Detalii |                     |

| FC Internazionale Milano Spa      | 4 – 0   | Selecționata Zagreb |
| --------------------------------- | ------- | ------------------- |
| Skoglund 8', 89' Lorenzi 43', 50' | Detalii |                     |

| Birmingham City FC | 2 – 1   | FC Internazionale Milano Spa |
| ------------------ | ------- | ---------------------------- |
| Govan 44', 53'     | Detalii | Lorenzi 88'                  |

#### Clasament
| Echipa                       | M | C | E | Î | GM | GP | D  | Pct |
| ---------------------------- | - | - | - | - | -- | -- | -- | --- |
| Birmingham City              | 4 | 3 | 1 | 0 | 6  | 1  | +5 | 7   |
| FC Internazionale Milano Spa | 4 | 2 | 1 | 1 | 6  | 2  | +4 | 5   |
| Selecționata Zagreb          | 4 | 0 | 0 | 4 | 0  | 9  | −9 | 0   |

### Grupa C

#### Meciuri disputate
| Selecționata Leipzig                                | 6 – 3   | FC Lausanne-Sport                 |
| --------------------------------------------------- | ------- | --------------------------------- |
| Walter 5' Konack 9', 82' Krause 23', 36' Fettke 69' | Detalii | Maillard 11' Rey 31' Eschmann 43' |

| FC Lausanne-Sport                                              | 7 – 3   | Selecționata Leipzig                |
| -------------------------------------------------------------- | ------- | ----------------------------------- |
| Tedeschi 28' Eschmann 37', 43', 55' Moser 38' Stefano 60', 62' | Detalii | Walter 13' Konzack 58' Frohlich 70' |

#### Clasament
| Echipa               | M | C | E | Î | GM | GP | D  | Pct |
| -------------------- | - | - | - | - | -- | -- | -- | --- |
| FC Lausanne-Sport    | 2 | 1 | 0 | 1 | 10 | 9  | +1 | 3   |
| Selecționata Leipzig | 2 | 1 | 0 | 1 | 9  | 10 | −1 | 3   |
| Selecționata Köln1   | - | - | - | - | -  | -  | -  | -   |

1 Selecționata orașului Köln s-a retras din competiție.

### Grupa D

#### Meciuri disputate
| Selecționata Basel | 0 – 5    | Selecționata Londra                   |
| ------------------ | -------- | ------------------------------------- |
|                    | Detalii) | Firmani 35', 81' Holton 37', 43', 74' |

| Selecționata Londra         | 3 – 2   | Selecționata Frankfurt pe Main |
| --------------------------- | ------- | ------------------------------ |
| Jezzard 46', 86' Robson 60' | Detalii | Pfaff 25' Kaufhold 30'         |

| Selecționata Londra | 1 – 0   | Selecționata Basel |
| ------------------- | ------- | ------------------ |
| Robb 87'            | Detalii |                    |

| Selecționata Frankfurt pe Main               | 5 – 1   | Selecționata Basel |
| -------------------------------------------- | ------- | ------------------ |
| Buchenau 19', 80' Pfaff 31', 73' Hermann 52' | Detalii | Hugi 35'           |

| Selecționata Frankfurt pe Main | 1 – 0   | Selecționata Londra |
| ------------------------------ | ------- | ------------------- |
| Preisendorfer 72'              | Detalii |                     |

| Selecționata Basel                                    | 6 – 2   | Selecționata Frankfurt pe Main |
| ----------------------------------------------------- | ------- | ------------------------------ |
| Allemann 3', 47', 66' Sanmann 33' Hugi 64' Burger 88' | Detalii | Kraus 32' Mayer 65'            |

#### Clasament
| Echipa                         | M | C | E | Î | GM | GP | D  | Pct |
| ------------------------------ | - | - | - | - | -- | -- | -- | --- |
| Selecționata Londra            | 4 | 3 | 0 | 1 | 9  | 3  | +6 | 6   |
| Selecționata Frankfurt pe Main | 4 | 2 | 0 | 2 | 10 | 10 | 0  | 4   |
| Selecționata Basel             | 4 | 1 | 0 | 3 | 7  | 13 | −6 | 2   |

## Semifinale
| Echipa 1           | Total | Echipa 2            | Turul I | Turul II | Baraj |
| ------------------ | ----- | ------------------- | ------- | -------- | ----- |
| FC Lausanne-Sport  | 2 – 3 | Selecționata Londra | 2 – 1   | 0 – 2    |       |
| Birmingham City FC | 4 – 4 | FC Barcelona        | 4 – 3   | 0 – 1    | 1 – 2 |

### Turul I
| FC Lausanne-Sport | 2 – 1   | Selecționata Londra |
| ----------------- | ------- | ------------------- |
| Vonlanden 6', 73' | Detalii | Haverty 70'         |

| Birmingham City FC                  | 4 – 3   | FC Barcelona                         |
| ----------------------------------- | ------- | ------------------------------------ |
| Brown 2' Orritt 35' Murphy 43', 60' | Detalii | Tejada 12' Evaristo 27' Martínez 40' |

### Turul II
| Selecționata Londra    | 2 – 0   | FC Lausanne-Sport |
| ---------------------- | ------- | ----------------- |
| Greaves 10' Holton 76' | Detalii |                   |

Selecționata Londra s-a calificat cu scorul general 3–2.
| FC Barcelona | 1 – 0   | Birmingham City FC |
| ------------ | ------- | ------------------ |
| Kubala 86'   | Detalii |                    |

La scorul general 4–4 s-a disputat un meci de baraj.

### Baraj
| FC Barcelona            | 2 – 1   | Birmingham City FC |
| ----------------------- | ------- | ------------------ |
| Evaristo 27' Kubala 83' | Detalii | Murphy 48'         |

FC Barcelona s-a calificat.

## Finala

### Turul I
| Selecționata Londra | Selecționata Londra | FC Barcelona | FC Barcelona |
| | \| Finala (tur) \| \| 5 martie 1958, ora 19:15 la Londra (Stamford Bridge) \| \| Scor: 2 – 2 (1 – 2) \| \| Spectatori: 59.234 \| \| Arbitru: Albert Dusch (Germania) \|                                         |              |              |
| - Jack Kelsey (Arsenal FC) - Peter Sillett (Chelsea FC) - Jim Langley (Fulham FC) - Danny Blanchflower (Tottenham Hotspur FC) - Maurice Norman (Tottenham Hotspur FC) - Ken Coote (Brentford FC) - Vic Groves (Arsenal FC) - Jimmy Greaves (Chelsea FC) - Bobby Smith (Tottenham Hotspur FC) - Johnny Haynes (Fulham FC) - George Robb (Tottenham Hotspur FC) Antrenor: Joe Mears (Chelsea FC) | - Pedro Estrems - Ferran Olivella - Joan Segarra - Martí Vergés - Enric Gensana - Enric Ribelles - Estanislao Basora - Evaristo - Eulogio Martínez - Ramón Villaverde - Justo Tejada Antrenor: Domènec Balmanya |              |              |
| · 1 – 1 Jimmy Greaves (10) · 2 – 2 Jim Langley (88) | 0 – 1 Eulogio Martínez (7) 0 – 1 Justo Tejada (35) |              |              |
| Finala (tur) | |              |              |
| 5 martie 1958, ora 19:15 la Londra (Stamford Bridge) | |              |              |
| Scor: 2 – 2 (1 – 2) | |              |              |
| Spectatori: 59.234 | |              |              |
| Arbitru: Albert Dusch (Germania) | |              |              |

### Turul II
| FC Barcelona | FC Barcelona | Selecționata Londra | Selecționata Londra |
| | \| Finala (retur) \| \| 1 mai 1958, ora 19:15 la Barcelona (Camp Nou) \| \| Scor: 6 – 0 (3 – 0) \| \| Spectatori: 45.466 \| \| Arbitru: Albert Dusch (Germania) \| |                     |                     |
| - Antoni Ramallets - Ferran Olivella - Joan Segarra - Martí Vergés - Joaquin Brugue - Enric Gensana - Justo Tejada - Evaristo - Eulogio Martínez - Luis Suárez - Estanislao Basora Antrenor: Helenio Herrera | - Jack Kelsey (Arsenal FC) - George Wright (Leyton Orient FC) - Noel Cantwell (West Ham United FC) - Danny Blanchflower (Tottenham Hotspur FC) - Kenneth Brown (West Ham United FC) - Dave Bowen (Arsenal FC) - Terry Medwin (Tottenham Hotspur FC) - Vic Groves (Arsenal FC) - Bobby Smith (Tottenham Hotspur FC) - Jimmy Bloomfield (Arsenal FC) - Jim Lewis (Chelsea FC) Antrenor: Joe Mears (Chelsea FC) |                     |                     |
| 1 – 0 Luis Suárez (6) 2 – 0 Luis Suárez (8) 3 – 0 Eulogio Martínez (43) 4 – 0 Evaristo (52) 5 – 0 Martí Vergés (63) 6 – 0 Evaristo (75)                                                                      | După înscrierea celui de-al patrulea gol, portarul Jack Kelsey a părăsit terenul accidentat. În poartă a intrat Vic Groves |                     |                     |
| Finala (retur) | |                     |                     |
| 1 mai 1958, ora 19:15 la Barcelona (Camp Nou) | |                     |                     |
| Scor: 6 – 0 (3 – 0) | |                     |                     |
| Spectatori: 45.466 | |                     |                     |
| Arbitru: Albert Dusch (Germania) | |                     |                     |

## Golgheteri
4 goluri
- Norbert Eschmann (FC Lausanne-Sport)
- Evaristo de Macedo (FC Barcelona)
- Justo Tejada (FC Barcelona)
- Clifford Holton (Selecționata Londra, Arsenal FC)
- Peter Murphy (Birmingham City FC)